# Чайлдрес (окръг, Тексас)
Окръг Чайлдрес (на английски: Childress County) е окръг в щата Тексас, Съединени американски щати. Площта му е 1849 km², а населението - 7688 души (2000). Административен център е град Чайлдрес.